# Ulisse. Ricerche semantiche sulla Divina Commedia
Ulisse. Ricerche semantiche sulla Divina Commedia è un saggio in due volumi del linguista, glottologo e semiologo italiano Antonino Pagliaro pubblicato nel 1967 dalla Casa editrice G. D'Anna, per la collana "Biblioteca di cultura contemporanea".

## Trama
Si tratta di una raccolta di saggi di Pagliaro, già singolarmente pubblicati, ma qui completamente rimaneggiati, sull'opera principale di Dante, la Divina Commedia e, scrive l'autore nella prefazione, "in funzione di un suo significato unitario".  E un ideale "passaggio delle consegne" tra la forma-commento di altri suoi testi sull'opera dantesca e la forma-saggio.
Per Pagliaro la Commedia si presenta come tre gradi dell'operare umano dinanzi alla ragione. Egli parte "dal segno linguistico, teso a creare, e giungere alla mitizzazione poetica  che è in realtà il cammino che porta all'entificazione del testo. Un testo cui si addice bene il titolo di Ulisse".

## Edizioni
Dopo l'edizione del 1967, è stata eseguita nel 2010 una ristampa anastatica curata dalla Regione Siciliana per la XV edizione della "Settimana di Studi Danteschi" di Palermo .

### Primo tomo
- Il proemio
- Il prologo
- Il canto di Francesca
- La Fortuna
- Farinata e Cavalcante
- "Le tre disposizion..."
- "Ahi Costantin..."
- La rapsodia dei diavoli
- La settima zavorra
- Ulisse

### Secondo tomo
- Dialetti e lingue nell'oltretomba
- Simbolo e allegoria
- Teoria e prassi linguistica
- Il linguaggio poetico
- Aspetti dell'esegesi
- Escatologia e poesia